# Rismyrtjärnen (Arvidsjaurs socken, Lappland, 729415-166172)
Rismyrtjärnen är en sjö i Arvidsjaurs kommun i Lappland och ingår i Åbyälvens huvudavrinningsområde.